# Ernesto Calindri
Pour les articles homonymes, voir Calindri.
Ernesto Calindri, né le 5 février 1909 à Certaldo et mort le 9 juin 1999 à Milan, est un acteur italien. Il est apparu dans 40 films entre 1938 et 1989.

## Biographie
Né à Certaldo, en Italie, au sein d'une famille d'acteurs, Ernesto Calindri commence des études d'ingénieur. Il fait ses débuts à l'âge de 18 ans, en 1928-1929 dans la troupe de théâtre de Luigi Carini (it), s'imposant rapidement sur scène grâce à sa diction et sa silhouette. Au cours de la saison 1937, il est appelé par Renato Simoni à jouer Florindo dans Il bugiardo de Carlo Goldoni à Venise, où il commence une brillante carrière aux côtés d'acteurs comme Sergio Tofano, Luigi Cimara, Antonio Gandusio, Emma Gramatica, Laura Adani et Evi Maltagliati.
En 1939, il épouse l'actrice Roberta Mari (it), qui travaille souvent sur scène avec lui. L'un des enfants du mariage est l'acteur et doubleur Gabriele Calindri (it).
Ernesto Calindri est arrivé au cinéma en 1935 avec un rôle dans La sposa del re de Duilio Coletti. Dans la plupart des cas, il a joué en tant qu'acteur de soutien dans des films de genre qu'on appelait à l'époque « Téléphones blancs ». Son interprétation la plus remarquable de cette période est probablement dans le film Les enfants nous regardent, réalisé en 1943 par Vittorio De Sica.
Il a été actif jusqu’au début  des années 1990.

## Filmographie partielle
- 1944 : Les enfants nous regardent (I bambini ci guardano ) de Vittorio De Sica
- 1951 : Au diable la célébrité (Al diavolo la celebrità)  de Mario Monicelli et Steno
- 1950 : J'étais une pécheresse (Ho sognato il paradiso) de Giorgio Pàstina
- 1952 : Mademoiselle la Présidente (La presidentessa) de Pietro Germi
- 1957 : Le Moment le plus beau (Il momento più bello) de Luciano Emmer
- 1959 : Polycarpe, maître calligraphe (Policarpo, ufficiale di scrittura) de Mario Soldati
- 1961 : Totòtruffa 62 de Camillo Mastrocinque
- 1961 : Défense d'y toucher (La ragazza di mille mesi) de Steno
- 1962 : Vénus impériale de Jean Delannoy
- 1962 : Les Faux Jetons (Le massaggiatrici) de Lucio Fulci
- 1963 : Le Tigre des mers (La tigre dei sette mari) de Luigi Capuano
- 1973 : Si, si, mon colonel (Un ufficiale non si arrende mai nemmeno di fronte all'evidenza, firmato Colonnello Buttiglione) de Mino Guerrini
- 1989 : Le Voleur de savonnettes (Ladri di saponette) de Maurizio Nichetti